# Slavný
Slavný (německy Klein Labnay) je malá vesnice, část obce Suchý Důl v okrese Náchod. Nachází se asi 1,5 km na východ od Suchého Dolu, při jihozápadním úpatí Broumovských stěn. V roce 2009 zde bylo evidováno 42 adres. V roce 2001 zde trvale žilo 49 obyvatel.
Slavný je také název katastrálního území o rozloze 3,69 km2.

## Historie
První písemná zmínka o obci pochází z roku 1558.

## Pamětihodnosti
- Sloup se sochou sv. Jana Nepomuckého
- Krucifix